# Can Carbó (Sant Martí Sarroca)
Can Carbó és un edifici al terme municipal de Sant Martí Sarroca (Alt Penedès) protegit com a bé cultural d'interès local. Habitacle amb diferents construccions i reformes que conserva dues portes originàries del molí, adovellades amb arc de mig punt i el que havia estat la bassa.